# Magori
Magori o Magodi (també Mugori) fou un petit estat tributari protegit de l'Índia a l'agència de Mahi Kantha, presidència de Bombai, amb una població de 3.076 habitants el 1881 repartits en 30 pobles, i de 1527 habitants el 1901 (després de la greu fam de 1899-1900) repartits en 27 pobles, amb uns ingressos estimats de 593 lliures (1880) o de 5.050 rúpies el 1900. Pagava un tribut de 9 (93 rúpies) lliures al raja d'Idar. La superfície era de 60 km².
A finals del segle XIX era sobirà el thakur Himat Singh, que era un rajput rathor suposat descendent dels rathors de Kanauj.